# Margarete Ehlert

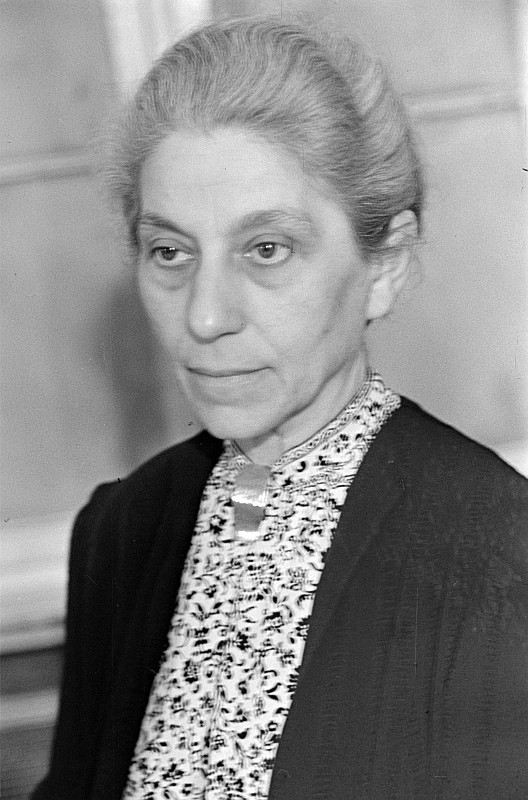
Margarete Ehlert (1946)

Margarete Ehlert (* 23. Juni 1886 in Kleefeld, Kreis Braunsberg; † 2. Dezember 1962 in Berlin) war eine deutsche Sozialfürsorgerin, Ministerialbeamtin und Politikerin (Deutsche Zentrumspartei, CDU).

## Werdegang
Ehlert war zunächst kaufmännisch tätig. Von 1912 bis 1920 war sie Leiterin der Frauenabteilung des Städtischen Arbeitsamtes Schöneberg. Nach Eingemeindung der Stadt nach Berlin wechselte sie als Regierungsrätin in die neu gegründete Reichsarbeitsverwaltung. 1923 wurde sie Referentin der Reichsarbeitsverwaltung im Reichsarbeitsministerium und 1927 Direktorin der Abteilung Arbeitsvermittlung und Berufsberatung in der Reichsanstalt für Arbeitsvermittlung und Arbeitslosenversicherung. 1933 wurde sie zurückversetzt und schied freiwillig aus dem Amt aus. Ab 1934 arbeitete sie im Katholischen Deutschen Frauenbund als Schatzmeisterin.
Sie war Mitglied der Deutschen Zentrumspartei. Von 1920 bis 1925 war sie Mitglied der Stadtverordnetenversammlung von Berlin. 1945 war sie Mitbegründerin der CDU in Berlin. Von 1946 bis 1949 war sie im Magistrat von Berlin Stadträtin für Sozialwesen und zugleich im Oktober 1948 für Arbeit. Von 1946 bis Januar 1947 war sie Mitglied der Stadtverordnetenversammlung von Groß-Berlin und von Februar 1952 bis 1958 Mitglied des Abgeordnetenhauses.
Sie schrieb für die Soziale Arbeit in Berlin und die Christliche Frau in Bonn.
Margarete Ehlert starb Anfang Dezember 1962 im Alter von 76 Jahren in Berlin. Ihre Beisetzung erfolgte auf dem katholischen Friedhof der St.-Matthias-Gemeinde in Berlin-Tempelhof. Das Grabmal ist nicht erhalten.

## Ehrungen
- 1952: Verdienstkreuz (Steckkreuz) der Bundesrepublik Deutschland
- 1956: Großes Verdienstkreuz der Bundesrepublik Deutschland